# Beerlao

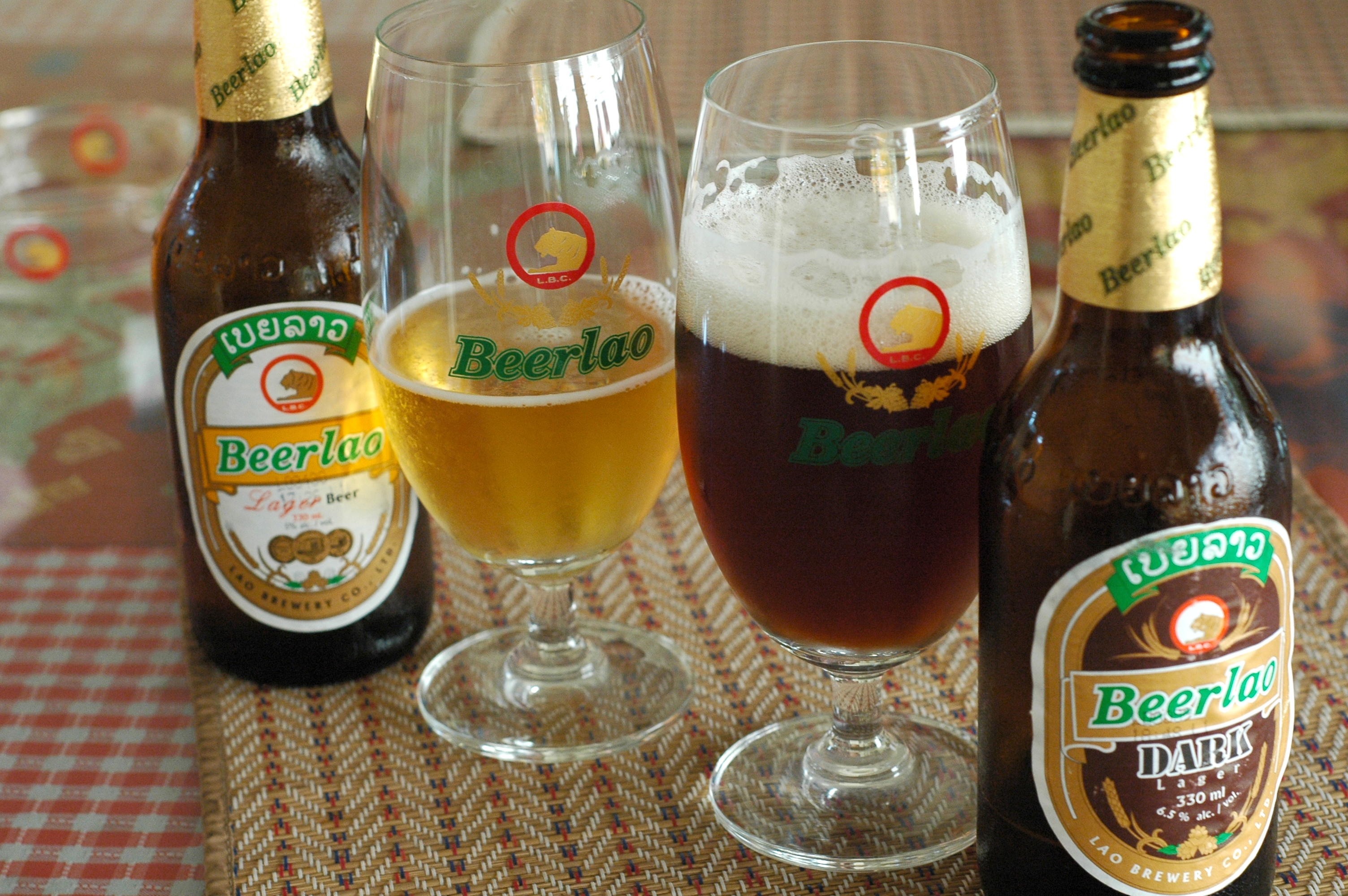
Beerlao 啤酒

Beerlao 是由位於老撾首都的老撾啤酒廠公司（LBC）所出產的啤酒品牌，產品包括麥啤和黑啤。

## 概述
Beerlao 啤酒是由當地的香米及由德國入口的麥芽和啤酒花釀製而成。
Beerlao Original 是由老撾啤酒廠公司（LBC）生產的原裝麥啤，酒精含量5%，包括有330毫升瓶裝、640毫升瓶裝及330毫升罐裝。Beerlao啤酒除了遍佈老撾全國及柬埔寨的西餐廳外，不少泰國酒吧也開始售賣Beerlao。
在2005年，LBC推出於當地生產的嘉士伯啤酒及黑啤「Beerlao Dark」（酒精含量6.5%），兩者均提供330毫升瓶裝。
在2007年，640毫升瓶裝的Beerlao於老撾的餐廳的售價由10,000至12,000 LAK（寮國基普），約相等於1美元。在某些餐廳，更有Beerlao生啤提供。
在2008年4月，LBC又再推出一種以古老王國來命名的全新啤酒「LangXang。雖然LangXang在市場推出不久，但已廣受當地的啤酒愛好者歡迎。LBC指出旗下產品於老撾的啤酒市場佔有率達99%。 
Beerlao啤酒是2009年東南亞運動會的指定贊助商，是項亞洲盛事將於2009年12月9日至18日於老撾首都永珍舉行。

## 出口國家
Beerlao啤酒已經出口至英國、美國、澳洲、紐西蘭、法國、香港、澳門、瑞士、泰國、新加坡、台灣和荷蘭等國家

## 榮譽
- Beerlao啤酒在2004年被《時代雜誌》選為「亞洲最佳啤酒」。
- Beerlao啤酒亦在2009年被《紐約時報》廣泛報導。[1]

## 外部連結
- 老撾官網（页面存档备份，存于）